# ژارلی (شهرستان قره‌قارلی)
ژارلی (قزاقی: Жарлы) یک شهرک در استان قراغندی کشور قزاقستان است.